# Lavoisier (croiseur français)
Pour les articles homonymes, voir Lavoisier.
Le Lavoisier était un croiseur protégé de la Marine française construit dans les années 1890, le troisième et dernier membre de la classe Linois. Commandée dans le cadre d’un vaste programme de construction visant à contrer les flottes des rivaux de la France, la classe Linois était destinée à être utilisée avec les flottes françaises dans les eaux intérieures et dans l’empire colonial français. Le Lavoisier était armé d’une batterie principale de quatre canons de 138,6 mm, était protégé par un pont de blindage de 40 mm d’épaisseur et il avait une vitesse maximale de 20,5 nœuds (38,0 km/h).
Le navire a passé les premières années de sa carrière à opérer avec l’escadre de la Méditerranée française, où il a mené des exercices d’entraînement. En 1903, il entame une décennie de service dans la division navale de Terre-Neuve-et-Islande, où il patrouille généralement dans les zones de pêche d’avril à septembre avant de retourner en France, où il sera désarmé pour l’hiver. Ces déploiements comprenaient parfois des visites en Norvège, et quelques années, après son retour en France en septembre, le Lavoisier sera transféré à la division navale du Maroc jusqu’à ce que la prochaine saison de pêche nécessite son retour dans l’Atlantique Nord.
Le Lavoisier est rattaché à la 2e escadre légère dans la Manche au début de la Première Guerre mondiale en août 1914, mais il n’y voit aucune action. Il a été transféré en Méditerranée orientale en décembre 1915, a opéré brièvement avec la flotte principale française, puis a effectué des patrouilles anti-sous-marines en Méditerranée occidentale. En 1917, il retourne à la division navale du Maroc, et l’année suivante, il est réaffecté à la division navale de Syrie, où il reste jusqu’à la fin de la guerre. En avril 1919, le Lavoisier est détaché de la division de Syrie. Désarmé pour la dernière fois en août, il est rayé du registre naval au début de 1920 et vendu à des briseurs de navires.

## Conception
En réponse à une peur de guerre avec l’Italie à la fin des années 1880, la marine française s’est lancée dans un important programme de construction en 1890 pour contrer la menace de la flotte italienne et celle de l’allié de l’Italie, l’Allemagne. Le plan prévoyait un total de soixante-dix croiseurs pour une utilisation dans les eaux intérieures et outre-mer dans l’empire colonial français. La classe Linois a été commandée dans le cadre du programme,, et la conception était basée sur la classe Forbin précédente.
Le Lavoisier avait une longueur totale de 100,63 m, avec une largeur de 10,62 m et un tirant d'eau de 5,44 m. Il avait un déplacement de 2322 à 2355 tonnes. Son équipage a varié au cours de sa carrière, de 250 à 269 officiers et hommes enrôlés. Le système de propulsion du navire consistait en une paire de machines à vapeur à triple expansion entraînant deux hélices à vis. La vapeur était fournie par seize chaudières à tubes d’eau de type Belleville brûlant du charbon qui étaient canalisées en deux entonnoirs. Ses machines ont été évaluées pour produire 6800 chevaux (5100 kW) pour une vitesse maximale de 20,5 nœuds (38,0 km/h). Son autonomie en croisière était de 3000 milles marins (5600 km) à une vitesse de 10 nœuds (19 km/h). À pleine vitesse, son autonomie tombait à 600 milles marins (1100 km).
Le navire était armé d’une batterie principale de quatre canons de 138,6 mm de 45 calibres dans des supports de pivot individuels, tous dans des sponsons situés amidships avec deux canons par côté large. Ceux-ci étaient soutenus par une paire de canons de 100 mm, l’un à la proue et l’autre à la poupe. Pour la défense à courte portée contre les torpilleurs, il transportait huit canons Hotchkiss de 47 mm, deux canons de 37 mm et quatre canons-revolver Hotchkiss de 37 mm. Il était également armé de quatre tubes lance-torpilles de 450 mm dans sa coque au-dessus de la ligne de flottaison. La protection blindée consistait en un pont de blindage incurvé de 40 mm d’épaisseur, ainsi qu’un placage de 138 mm sur la tour de contrôle.

## Historique des services

### De la construction à 1902
Les travaux sur le Lavoisier commencèrent avec la pose de sa quille au chantier naval de l’Arsenal de Rochefort à Rochefort (Charente-Maritime) en janvier 1895. Il a été lancé le 17 avril 1897,, a été mis en service pour des essais en mer le 1er décembre et a été achevé en avril 1898. Le 19 avril, le navire reçoit l’ordre de rejoindre l’escadre de la Méditerranée, première flotte de combat française, et de prendre la place du croiseur Cosmao. Il s’est mis en route avec un équipage partiel le 28 avril et est arrivé à Toulon le 3 mai. Là, il reçut son effectif complet en prenant des hommes du Cosmao. Il participe aux manœuvres de la flotte cette année-là, qui durent du 5 au 25 juillet. Le 18 novembre, il effectue des tests de comparaison de vitesse avec son sister-ship le Galilée. Le Lavoisier reste dans l’unité en 1899, qui se passe sans incident, en plus d’avoir été envoyé représenter la France lors d’une régate de voile à Monaco le 13 mars,.
Le Lavoisier continue d’opérer avec l’escadre de la Méditerranée en 1900. Le 25 janvier, deux membres de son équipage sont perdus lorsqu’une de ses chaloupes chavire par mauvais temps au large de La Seyne-sur-Mer. Le 6 mars, Le Lavoisier rejoint plusieurs cuirassés pré-dreadnought et les croiseurs Du Chayla, Cassard et Galilée pour des manœuvres au large de Golfe-Juan sur la Côte d'Azur, y compris des entraînements de tir de nuit. Au cours du mois d’avril, les navires ont visité de nombreux ports français le long de la côte méditerranéenne et, le 31 mai, la flotte s’est rendue en Corse pour une visite qui a duré jusqu’au 8 juin. Il a ensuite pris part aux manœuvres de la flotte qui ont commencé plus tard ce mois-là dans le cadre du groupe III. Et après avoir terminé ses propres exercices en juin, l’escadre de Méditerranée a rendez-vous avec l’escadre du Nord au large de Lisbonne, au Portugal, à la fin du mois avant de se rendre dans la baie de Quiberon pour des manœuvres conjointes en juillet. Les manœuvres se sont conclues par une revue navale à Cherbourg le 19 juillet pour le président de la République française Émile Loubet. Le 1er août, la flotte méditerranéenne part pour Toulon et y arrive le 14 août. Le 1er octobre, le Lavoisier est déclassé et désigné comme « secours de la flotte », étant placé dans la réserve de 2e catégorie.
Le navire est remis en service le 1er février 1901, prenant des membres d’équipage du croiseur cuirassé Latouche-Tréville. Le Lavoisier rejoint la flotte méditerranéenne six jours plus tard à Golfe-Juan. Le 24 mars, il entre en collision avec le navire marchand britannique Puritan et, bien que le Lavoisier ne soit pas considéré comme responsable de l’accident, la marine française accepte de payer les réparations. Le Lavoisier devait recevoir des quilles de cale pour corriger sa tendance à rouler excessivement, mais les travaux ont été reportés pour lui permettre de mener des exercices avec le reste de la flotte en juillet. Il a de nouveau été placé dans la réserve de 2e catégorie le 1er août et a été mis en cale sèche le 25 octobre pour faire installer les quilles de cale. Il est resté hors service jusqu’en 1902 et a été placé dans la réserve ordinaire le 26 avril.

### De 1903 à 1907
Le Lavoisier reçoit l’ordre le 7 janvier 1903 de prendre la place du croiseur protégé Isly, qui est alors le navire amiral de la division navale de Terre-Neuve et d’Islande. À cette époque, l’unité comprenait également le cuirassé Formidable et le croiseur protégé Tage. Le navire a été remis en service le 16 mars après qu’un équipage ait été rassemblé et il a appareillé le 5 mai, à destination de Saint-Pierre-et-Miquelon. Après son arrivée le 23 mai, il a commencé à exercer des tâches de protection des pêches, qui ont été menées en collaboration avec des navires de la Royal Navy britannique dans la région. Entre juin et septembre, il a alterné entre patrouilles dans les pêcheries et escales dans les ports autour de Terre-Neuve. Il est parti le 22 septembre, la saison de pêche terminée, et est arrivé à Lorient une semaine plus tard. Il y demeura jusqu’à sa remise en état le 11 octobre. Son équipage est réduit à un contingent intérimaire de 83 hommes.
Le navire reçut le 25 janvier 1904 l’ordre de retourner dans les eaux nord-américaines en tant que navire amiral de la station et il fut remis en service le 29 mars. À cette époque, l’unité comprenait également le croiseur protégé Troude. Le Lavoisier quitte Lorient le 7 mai avec un médecin pour la colonie française de Saint-Pierre-et-Miquelon. Le navire s’arrêta en chemin à Horta dans les Açores portugaises et atteignit Saint-Pierre le 24 mai. Après son arrivée, le Lavoisier reçoit la visite du commodore qui commande la division homologue britannique. En juillet, il fait escale à Cap-Rouge, au Canada, après une confrontation entre des navires de pêche français et canadiens dans la région. Le Lavoisier quitta les eaux nord-américaines le 18 septembre, revient à Lorient le 2 octobre et est désarmé le 15 octobre.
L’année 1905 suit un schéma similaire et le Lavoisier est remis en service le 28 mars pour un autre tour d’opération avec la division de Terre-Neuve-et-Islande. Il a appareillé le 19 avril et s’est d’abord rendu à Greenock, en Grande-Bretagne, qu’il a atteint deux jours plus tard. De là, il a navigué vers Reykjavik, en Islande, où il est arrivé le 3 mai. Il a opéré à partir du port pendant les trois mois suivants, et pendant cette période, son équipage a aidé à la construction d’un hôpital et d’une station de radio à Reykjavik. Le Lavoisier repartit le 2 août pour retourner à Greenock trois jours plus tard. De là, il se rend à Saint-Pierre-et-Miquelon. Le navire s’est déplacé à Terre-Neuve le 16 septembre avant de retourner à Lorient le 11 octobre, où il a de nouveau été mis en réserve le 26 octobre.
Le Lavoisier fut remis en service le 1er mars 1906 pour un autre séjour dans les pêches nord-américaines. Il est parti le 3 avril et s’est arrêté à Greenock deux jours plus tard, a navigué vers le nord jusqu’aux îles Féroé et est finalement arrivé à Reykjavik le 18 avril. Le navire a effectué une série de visites dans divers ports le long de la côte islandaise de mai à juillet. Le Lavoisier s’est rendu à Leith, en Grande-Bretagne, en juillet pour récupérer l’ambassadeur français au Danemark le 29 juillet. Il l’a emmené visiter les îles Féroé et l’Islande avant de le ramener à Greenock le 13 août. De là, il s’est mis en route pour Terre-Neuve en passant par Horta, pour un autre mois de patrouilles de pêche. Il retourne à Lorient le 2 octobre et est de nouveau remis en état pour l’hiver. Le Lavoisier est remis en service le 20 mars 1907 pour une autre tournée au large de l’Amérique du Nord, quittant Lorient le 8 mai et arrivant à Reykjavik le 21 mai. Il a opéré dans la zone de la station jusqu’en août, date à laquelle il est parti pour une visite en Scandinavie. Il s’est arrêté à Leith le 24 août en cours de route et est arrivé à Bergen, en Norvège, le 1er septembre. Il est parti pour Oslo le 16 septembre et y a reçu la visite de la famille royale norvégienne. Il s’est rendu à Copenhague, au Danemark, deux jours plus tard, puis est retourné à Lorient pour y être désarmé.

### De 1908 à 1914
Le navire est resté hors service jusqu’au 20 mai 1908, date à laquelle il a été remis en service pour un autre voyage en Islande qui a duré jusqu’à la mi-août. Il retourne à Lorient en passant par Leith, où il arrive le 25 août. Son équipage commence les préparatifs d’un voyage au Maroc. Il a transporté un groupe de membres du Parlement français de Rochefort à Lorient les 21 et 22 septembre, et quatre jours plus tard, il est parti pour Tanger, au Maroc. Il y est arrivé trois jours plus tard et s’est rendu à Mazagan le 2 octobre. Le Lavoisier se dirigea ensuite vers le nord jusqu’à Gibraltar le 23 décembre, puis retourna à Lorient quatre jours plus tard. Contrairement aux années précédentes, le navire est resté en service pendant l’hiver. Le navire est parti pour une autre patrouille au large de l’Islande le 15 avril. Du 21 au 25 mai, il s’est joint à la recherche du chalutier de pêche disparu Emile-Marie. Après avoir quitté l’effort de recherche infructueux, le Lavoisier est retourné à Greenock pour réapprovisionner ses réserves de charbon. Il a navigué au large de l’Islande en juin et a fait une autre visite à Bergen le dernier jour du mois. De là, il a transporté l’ambassadeur français en Norvège lors d’une série de visites à Ålesund, Molde, Hammerfest, Narvik et Trondheim qui ont duré du 4 au 29 juillet. Il est de retour d’Islande en août et retourne à Lorient le 1er septembre, où il est désarmé le 23 septembre.
Le Lavoisier est remis en service le 10 mars 1910 et quitte Lorient pour l’Islande le 12 avril, où il reste jusqu’à la mi-juin. Du 21 juin au 5 août, il effectue une nouvelle tournée en Norvège avec l’ambassadeur français à bord. Pendant cette période, le 12 juillet, le Lavoisier rencontre le yacht de l’empereur allemand Guillaume II, le Hohenzollern, à Bergen. Guillaume II est monté à bord du Lavoisier. En août, le navire est retourné en Islande et a transporté le consul français local pour une enquête sur plusieurs navires de pêche français qui avaient fait naufrage récemment. Le navire s’est arrêté à Dublin le 10 septembre sur le chemin du retour à Lorient, qu’il a atteint cinq jours plus tard. Il est désarmé le 1er octobre et remis en service le 15 mars 1911 pour une autre tournée avec la division de Terre-Neuve-et-Islande. Comme l’année précédente, il a patrouillé au large de l’Islande d’avril à fin juin, après quoi il a effectué une autre visite en Norvège, une fois de plus avec l’ambassadeur français à bord. Il s’est rendu en Irlande en août, y compris un arrêt à Dublin le 28. Il est ensuite retourné à Lorient, où il a été mis en cale sèche pour un entretien périodique du 7 au 19 septembre. Il est transféré au Maroc, où il remplace le croiseur Forbin le 27 septembre. Le Lavoisier se dirigea vers le nord jusqu’à Rochefort le 23 décembre, où il resta pendant l’hiver, toujours en service.
Le 4 mars 1912, le navire quitte Rochefort pour une autre tournée au large de l’Islande, s’arrêtant à Cherbourg et Bergen, charbonnant et s’approvisionnant dans ce dernier port. Il atteint l’Islande le 21 mars, où il reste jusqu’à la mi-juillet, puis retourne à Rochefort le 19 juillet. Il s’embarque pour Tanger le 1er septembre, opérant avec le Forbin en tant que division navale marocaine. Au cours des quatre mois suivants, il fait escale à Salé, Casablanca, Mogador et Safi au Maroc et à Gibraltar avant de retourner à Rochefort le 18 décembre. Le Lavoisier s’embarque le 4 avril 1913 pour une autre croisière dans les eaux islandaises qui se termine par son départ de Reykjavik le 17 juillet. Après un arrêt aux îles Féroé sur le chemin du retour, il a été mis hors service à Rochefort le 15 septembre. Le navire fut remis en service en mars 1914 et partit le 4 avril pour ce qui devait être son dernier voyage en temps de paix vers les pêches de l’Atlantique Nord. Le Lavoisier a quitté Seyðisfjörður, en Islande, le 6 juillet pour une nouvelle visite en Norvège. Il était à Copenhague le 19 juillet lorsqu’il reçut l’ordre de rejoindre les cuirassés dreadnought France et Jean Bart transportant le président Raymond Poincaré en mer Baltique en pleine crise de juillet. Le Lavoisier se rendit à Stockholm, en Suède, le 25 juillet et retourna à Copenhague deux jours plus tard, tandis que les deux cuirassés retournèrent immédiatement en France en raison de la menace imminente d’une guerre. Le Lavoisier retourne ensuite à Rochefort pour commencer ses préparatifs de mobilisation. La guerre éclate entre la France et l’Allemagne le 4 août.

### Première Guerre mondiale
Avec l’ouverture des hostilités, Le Lavoisier est affecté à la 2e escadre légère, qui se compose alors des croiseurs blindés Marseillaise, Amiral Aube, Jeanne d'Arc, Gloire, Gueydon et Dupetit-Thouars. L’unité était basée à Brest, en France, et avec le Lavoisier, l’escadre a été renforcée par l’ajout de plusieurs autres croiseurs au cours des jours suivants, y compris les croiseurs blindés Kléber et Desaix, les croiseurs protégés Châteaurenault, D'Estrées, Friant et Guichen, et plusieurs croiseurs auxiliaires. Les navires ont ensuite effectué une série de patrouilles dans la Manche en conjonction avec une force de quatre croiseurs britanniques. Le 25 août, plusieurs croiseurs sont détachés pour d’autres opérations, mais le Lavoisier reste dans l’escadre, devenant son navire amiral. Les Français ont déplacé leur ligne de patrouille plus à l’ouest après que des sous-marins allemands aient été observés traversant la Manche. Le Lavoisier s’arrête à Dunkerque le 5 janvier 1915 avant de reprendre ses fonctions de patrouille dans la Manche occidentale. Pendant cette période, il opère à partir de Cherbourg.
Au cours de l’année 1915, les Français retirent progressivement les navires de l’unité, et le Lavoisier est transféré en Méditerranée le 17 décembre pour rejoindre la flotte principale. Il s’est arrêté à Bizerte en Tunisie le 23 décembre, en route vers la Méditerranée orientale, à Malte trois jours plus tard, et à Port-Saïd, en Égypte, le 30 décembre. Entre le 6 janvier 1916 et le 6 février, il effectue une série de voyages entre Malte et le mouillage principal de la flotte à Corfou dans la mer Ionienne. Le 10 février, il est réaffecté à la Division de patrouille de la Méditerranée occidentale. Il s’est mis en route le 24 février pour rechercher le sous-marin U-28 après que ce dernier eut coulé une paire de navires français et britanniques la veille. Les recherches se sont poursuivies jusqu’au 5 mars, date à laquelle le sous-marin avait coulé cinq autres navires marchands. Le Lavoisier s’embarque ensuite pour Toulon le 10 mars. Il est réaffecté à la division de patrouille océanique en compagnie du croiseur protégé Surcouf le 2 avril, mais après son arrivée à Brest le 20 avril, le Lavoisier a besoin de réparations. Il est envoyé à Saint-Nazaire pour faire réparer des fissures dans sa coque et effectuer une révision de ses chaudières.
Au moment où les travaux sur le Lavoisier étaient terminés le 28 août, le commandement naval français avait de nouveau modifié ses ordres, l’envoyant relever le croiseur protégé D’Entrecasteaux dans la division navale marocaine. Il y opéra en compagnie du Forbin du 14 septembre à mai 1917, effectuant des patrouilles au large des côtes marocaines. Il a également fait des arrêts à Casablanca, Mogador, Agadir, Tanger et Gibraltar pendant cette période. En juin, le Lavoisier a été détaché à Bordeaux pour des réparations supplémentaires, qui ont été achevées en décembre. Il retourne dans les eaux marocaines en janvier 1918. Il a mené des opérations de patrouille de janvier à juin, puis a été transféré à la Division navale syrienne, qui était basée à Port-Saïd. Il y reste jusqu’à la fin de la guerre en novembre 1918.

### Fin de carrière
Le Lavoisier a continué à opérer au large des côtes syriennes jusqu’en avril 1919, et pendant cette période, il s’est arrêté à Beyrouth en mai. Il est retourné à Rochefort en juillet et y a été désarmé en août. Le 28 novembre, il devait être mis au rebut et il a été rayé du registre naval au début de 1920 après environ vingt-trois ans de service. Le Lavoisier fut par la suite démantelé,.